# Banchus tholus
Banchus tholus är en stekelart som beskrevs av Michael G. Fitton 1985. Banchus tholus ingår i släktet Banchus och familjen brokparasitsteklar. Inga underarter finns listade.